# Kiril Georgiev
Kiril Dimitrov Georgiev, em búlgaro: Кирил Димитров Георгиев, (nascido em 28 de novembro de 1965 em Petrich) é um Grande Mestre búlgaro, tendo sido três vezes o campeão nacional. Kiril Georgiev tornou-se campeão do Campeonato Mundial Júnior de Xadrez e um Mestre Internacional. Dois anos depois, Georgiev tornou Grande Mestre Internaciconal.
Em 2009, Georgiev rompeu o recorde mundial de jogos jogados em partidas simultâneas: 360 jogos em 14 horas. Georgiev venceu 280, empatou 74, e perdeu 6, para uma pontuação total de 88%. Uma pontuação mínima de 80% era necessária para que o recorde fosse aceito. No mesmo ano, ele recebeu o certificado do Guinness World Records.